# Rob Daiker
Rob Daiker (* 7. August 1969) ist ein US-amerikanischer Musiker und Musikproduzent. Er ist Mitglied der Band Dan Reed Network, für die er Keyboard spielt. Daiker ist Besitzer des Tonstudios The Commune in Portland (Oregon).

## Hintergrund
Rob Daiker begann im Alter von sechzehn Jahren, erste Lieder zu schreiben, bei denen er alle Instrumente selbst spielte. Als Inspiration dienten ihm dabei Musiker wie Prince, Sly and the Family Stone oder Scritti Politti. Nachdem er die Schule beendet hatte, schloss er sich einer Band an, um mit ihr in den folgenden vier Jahren an der US-amerikanischen Westküste aufzutreten.
1995 veröffentlichte Daiker sein erstes Album mit dem Titel Extract, an dessen Aufnahmen Dan Reed mitwirkte. Reed sang einen der Titel und produzierte einen weiteren. Anschließend gründete Daiker gemeinsam mit Daniel Pred und Blake Sakamoto die Band Generator, deren Debütalbum er auch produzierte und die im Eigenvertrieb erschien. Nach der Umbenennung der Gruppe in Slowrush nahm sie weitere Titel auf, die im Jahr 2000 zusammen mit einigen Liedern des Debütalbums unter dem Titel Volume bei Epic Records erschienen.
Rob Daiker kümmerte sich in den folgenden Jahren vermehrt um die Tätigkeit als Produzent für andere Künstler und arbeitete unter anderem für Katy Perry, Meredith Brooks, Christian Burghardt, The Fame Riot und Haley Johnsen.
2015 wurde Daiker Mitglied der seit 2013 wieder aktiven Gruppe Dan Reed Network, wo er deren Keyboarder, Blake Sakamoto, ersetzte. Mit der Band nahm er das Album Fight Another Day auf, das am 3. Juni 2016 erschien. Außerdem hatte Daiker 2015 begonnen, Material für ein eigenes Album zu schreiben, das im Dezember 2016 unter dem Titel Binary Affairs veröffentlicht wurde.

## Diskografie
- Extract (1995)
- Binary Affairs (2016)